# Az év kapusa díj (CHL)

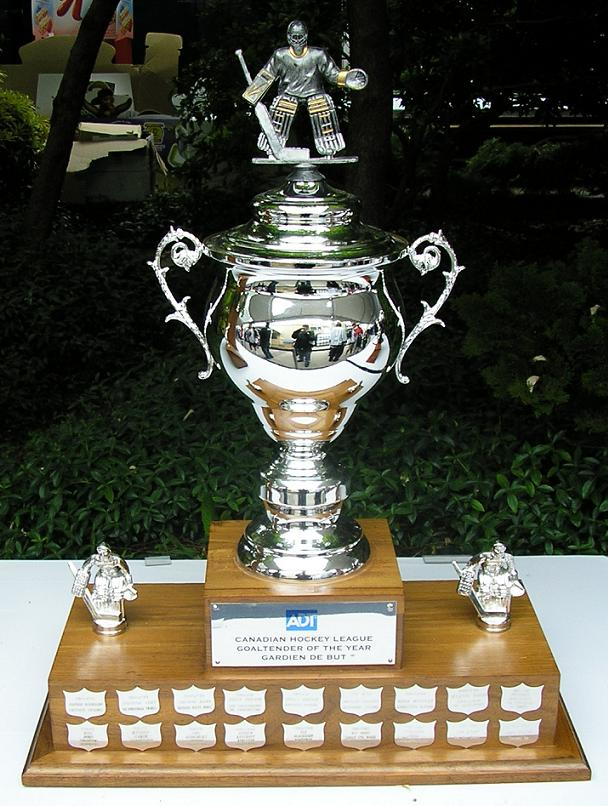
A trófea

Az év kapusa díj egy trófea, melyet a Canadian Hockey League-ben játszó legjobb kapusnak ítélnek oda a szezon végén. Az Ontario Hockey League-ben az év kapusa díj nyertese, a Western Hockey League-ben a Del Wilson-trófea győztese és a Québec Major Junior Hockey League-ben a Jacques Plante-emlékkupa győztese közül választják ki, hogy végül ki lesz az összesített győztes.

## A díjazottak
| Szezon    | Győztes             | Csapat                      | Liga  |
| --------- | ------------------- | --------------------------- | ----- |
| 2021–2022 | Dylan Garand        | Kamloops Blazers            | WHL   |
| 2019–2020 | Dustin Wolf         | Everett Silvertips          | WHL   |
| 2018–2019 | Ian Scott           | Prince Albert Raiders       | WHL   |
| 2017–2018 | Carter Hart         | Everett Silvertips          | WHL   |
| 2016–2017 | Michael McNiven     | Owen Sound Attack           | OHL   |
| 2015–2016 | Carter Hart         | Everett Silvertips          | WHL   |
| 2014–2015 | Philippe Desrosiers | Rimouski Océanic            | QMJHL |
| 2013–2014 | Jordon Cooke        | Kelowna Rockets             | WHL   |
| 2012–2013 | Patrik Bartosak     | Red Deer Rebels             | WHL   |
| 2011–2012 | Michael Houser      | London Knights              | OHL   |
| 2010–2011 | Darcy Kuemper       | Red Deer Rebels             | WHL   |
| 2009–2010 | Jake Allen          | Drummondville Voltigeurs    | QMJHL |
| 2008–2009 | Mike Murphy         | Belleville Bulls            | OHL   |
| 2007–2008 | Chet Pickard        | Tri-City Americans          | WHL   |
| 2006–2007 | Carey Price         | Tri-City Americans          | WHL   |
| 2005–2006 | Justin Pogge        | Calgary Hitmen              | WHL   |
| 2004–2005 | Jeff Glass          | Kootenay Ice                | WHL   |
| 2003–2004 | Cam Ward            | Red Deer Rebels             | WHL   |
| 2002–2003 | Adam Russo          | Acadie-Bathurst Titan       | QMJHL |
| 2001–2002 | Ray Emery           | Sault Ste. Marie Greyhounds | OHL   |
| 2000–2001 | Dan Blackburn       | Kootenay Ice                | WHL   |
| 1999–2000 | Andrew Raycroft     | Kingston Frontenacs         | OHL   |
| 1998–1999 | Cody Rudkowsky      | Seattle Thunderbirds        | WHL   |
| 1997–1998 | Mathieu Garon       | Chicoutimi Saguenéens       | QMJHL |
| 1996–1997 | Marc Denis          | Chicoutimi Saguenéens       | QMJHL |
| 1995–1996 | Frédéric Deschenes  | Granby Prédateurs           | QMJHL |
| 1994–1995 | Martin Biron        | Beauport Harfangs           | QMJHL |
| 1993–1994 | Norm Maracle        | Saskatoon Blades            | WHL   |
| 1992–1993 | Jocelyn Thibault    | Sherbrooke Faucons          | QMJHL |
| 1991–1992 | Corey Hirsch        | Kamloops Blazers            | WHL   |
| 1990–1991 | Félix Potvin        | Chicoutimi Saguenéens       | QMJHL |
| 1989–1990 | Trevor Kidd         | Brandon Wheat Kings         | WHL   |
| 1988–1989 | Stéphane Fiset      | Victoriaville Tigres        | QMJHL |
| 1987–1988 | Stéphane Beauregard | Saint-Jean Lynx             | QMJHL |